# Marco Charpentier
Pour les articles homonymes, voir Charpentier (homonymie).
Marco Charpentier (né le 23 janvier 1980 à Montréal, dans la province de Québec au Canada) est un joueur professionnel canadien de hockey sur glace.

## Carrière de joueur
Après avoir commencé sa carrière dans la Ligue de hockey junior majeur du Québec avec les Remparts de Québec, il est échangé au Drakkar de Baie-Comeau.
Au terme de son passage dans la LHJMQ, il partage les deux saisons suivantes entre les Sound Tigers de Bridgeport de la  Ligue américaine de hockey et les Titans de Trenton de l'East Coast Hockey League.
Après avoir entamé la saison 2003-2004 avec le Storm de Toledo, il se joint aux Vikings de Trois-Rivières de la Ligue de hockey senior majeur du Québec.
Il passe ensuite deux saisons avec le Radio X de Québec, avant d’être échangé aux Summum-Chiefs de Saint-Jean-sur-Richelieu, équipe avec laquelle il passe deux saisons.
Lors de la saison 2008-2009, il porte les couleurs du SC Langenthal, du HC Viège et du Lausanne Hockey Club du Championnat de Suisse de hockey sur glace D2.
Il évolue ensuite une saison avec le Lørenskog IK de la GET ligaen, puis deux saisons avec le HC La Chaux-de-Fonds.
Le 6 avril 2012, il signe un contrat avec le HC Thurgau et le 20 décembre il se joint au HC Red Ice.
Le 4 octobre 2013 il fait un retour dans la Ligue nord-américaine de hockey alors qu'il signe un contrat avec les Marquis de Jonquière.
En date du 24 janvier 2018, les Draveurs de Trois-Rivières font l’acquisition de Marco Charpentier. Il joue son premier match, en sol Trifluvien, le 2 février 2018.

## Statistiques
| Saison    | Équipe                                    | Ligue      |    | Saison régulière | Saison régulière | Saison régulière | Saison régulière | Saison régulière |    | Séries éliminatoires | Séries éliminatoires | Séries éliminatoires | Séries éliminatoires | Séries éliminatoires |
| Saison    | Équipe                                    | Ligue      | PJ | B                | A                | Pts              | Pun              | PJ               | B  | A                    | Pts                  | Pun                  |                      |                      |
| 1997-1998 | Remparts de Québec                        | LHJMQ      | 55 | 4                | 7                | 11               | 12               | 3                | 0  | 1                    | 1                    | 0                    |                      |                      |
| 1998-1999 | Remparts de Québec                        | LHJMQ      | 12 | 4                | 7                | 11               | 4                | -                | -  | -                    | -                    | -                    |                      |                      |
| 1998-1999 | Drakkar de Baie-Comeau                    | LHJMQ      | 52 | 16               | 23               | 39               | 34               | -                | -  | -                    | -                    | -                    |                      |                      |
| 1999-2000 | Drakkar de Baie-Comeau                    | LHJMQ      | 72 | 51               | 62               | 113              | 39               | 6                | 3  | 2                    | 5                    | 16                   |                      |                      |
| 2000-2001 | Drakkar de Baie-Comeau                    | LHJMQ      | 71 | 57               | 55               | 112              | 88               | 11               | 9  | 10                   | 19                   | 10                   |                      |                      |
| 2001-2002 | Sound Tigers de Bridgeport                | LAH        | 16 | 1                | 1                | 2                | 2                | -                | -  | -                    | -                    | -                    |                      |                      |
| 2001-2002 | Titans de Trenton                         | ECHL       | 54 | 20               | 21               | 41               | 31               | 7                | 5  | 2                    | 7                    | 4                    |                      |                      |
| 2002-2003 | Sound Tigers de Bridgeport                | LAH        | 16 | 1                | 1                | 2                | 6                | -                | -  | -                    | -                    | -                    |                      |                      |
| 2002-2003 | Titans de Trenton                         | ECHL       | 43 | 14               | 20               | 34               | 14               | 3                | 1  | 1                    | 2                    | 0                    |                      |                      |
| 2003-2004 | Storm de Toledo                           | ECHL       | 37 | 9                | 13               | 22               | 14               | -                | -  | -                    | -                    | -                    |                      |                      |
| 2003-2004 | Vikings de Trois-Rivières                 | LHSMQ      | 32 | 18               | 15               | 33               | 32               | -                | -  | -                    | -                    | -                    |                      |                      |
| 2004-2005 | Radio X de Québec                         | LNAH       | 59 | 27               | 44               | 71               | 25               | 14               | 4  | 8                    | 12                   | 6                    |                      |                      |
| 2005-2006 | Radio X de Québec                         | LNAH       | 55 | 51               | 62               | 113              | 26               | 10               | 7  | 4                    | 11                   | 6                    |                      |                      |
| 2006-2007 | Summum-Chiefs de Saint-Jean-sur-Richelieu | LNAH       | 48 | 40               | 43               | 83               | 38               | 14               | 16 | 15                   | 31                   | 16                   |                      |                      |
| 2007-2008 | Summum-Chiefs de Saint-Jean-sur-Richelieu | LNAH       | 50 | 40               | 60               | 100              | 26               | 6                | 5  | 8                    | 13                   | 2                    |                      |                      |
| 2008-2009 | SC Langenthal                             | LNB        | 13 | 9                | 7                | 16               | 6                | -                | -  | -                    | -                    | -                    |                      |                      |
| 2008-2009 | HC Viège                                  | LNB        | 2  | 2                | 2                | 4                | 0                | -                | -  | -                    | -                    | -                    |                      |                      |
| 2008-2009 | Lausanne Hockey Club                      | LNB        | 20 | 14               | 9                | 23               | 6                | 10               | 4  | 8                    | 12                   | 14                   |                      |                      |
| 2009-2010 | Lørenskog IK                              | GET ligaen | 47 | 35               | 29               | 64               | 46               | 5                | 1  | 1                    | 2                    | 4                    |                      |                      |
| 2010-2011 | HC La Chaux-de-Fonds                      | LNB        | 34 | 25               | 31               | 56               | 16               | 11               | 11 | 3                    | 14                   | 6                    |                      |                      |
| 2011-2012 | HC La Chaux-de-Fonds                      | LNB        | 45 | 27               | 33               | 60               | 54               | 14               | 5  | 6                    | 11                   | 6                    |                      |                      |
| 2012-2013 | HC Thurgau                                | LNB        | 33 | 17               | 15               | 32               | 32               | -                | -  | -                    | -                    | -                    |                      |                      |
| 2012-2013 | HC Red Ice                                | LNB        | 17 | 6                | 8                | 14               | 4                | 6                | 3  | 7                    | 10                   | 4                    |                      |                      |
| 2013-2014 | Marquis de Jonquière                      | LNAH       | 40 | 25               | 34               | 59               | 20               | 17               | 8  | 13                   | 21                   | 14                   |                      |                      |
| 2014-2015 | Éperviers de Sorel-Tracy                  | LNAH       | 40 | 36               | 43               | 79               | 28               | 18               | 6  | 10                   | 16                   | 10                   |                      |                      |
| 2015-2016 | Éperviers de Sorel-Tracy                  | LNAH       | 39 | 31               | 32               | 63               | 26               | 20               | 11 | 11                   | 22                   | 16                   |                      |                      |
| 2016-2017 | Éperviers de Sorel-Tracy                  | LNAH       | 38 | 27               | 38               | 65               | 48               | 11               | 3  | 9                    | 12                   | 6                    |                      |                      |
| 2017-2018 | Éperviers de Sorel-Tracy                  | LNAH       | 16 | 7                | 8                | 15               | 15               | -                | -  | -                    | -                    | -                    |                      |                      |
| 2017-2018 | Draveurs de Trois-Rivières                | LNAH       | 7  | 5                | 4                | 9                | 18               | 6                | 4  | 5                    | 9                    | 4                    |                      |                      |
| 2018-2019 | Assurancia de Thetford                    | LNAH       | 15 | 5                | 4                | 9                | 4                | -                | -  | -                    | -                    | -                    |                      |                      |

## Trophées et honneurs personnels
- Ligue nord-américaine de hockey
  - 2004-2005 : remporte la Coupe Futura avec le Radio X de Québec.
  - 2005-2006 : remporte le Trophée Guy Lafleur remis au meilleur marqueur de la ligue, le Trophée Claude Larose remis au joueur le plus utile à son équipe et élu dans l’équipe d’étoiles.
  - 2006-2007 : remporte la Coupe Futura avec les Summum-Chiefs de Saint-Jean-sur-Richelieu, le Trophée des médias remis au meilleur joueur des séries (en compagnie d’Olivier Michaud) et élu dans l’équipe d’étoiles.
  - 2007-2008 : remporte le Trophée Guy Lafleur remis au meilleur marqueur de la ligue et élu dans l’équipe d’étoiles.
  - 2013-2014 : remporte la Coupe Canam avec les Marquis de Jonquière.
- GET ligaen
  - 2009-2010 : meilleur buteur de la ligue.